# Holger Nielsen
Holger Louis Nielsen (Kopenhagen, 18 december 1866 - Hellerup (Gentofte), 26 januari 1955) was een Deens schermer, schutter en atleet. Hij nam deel aan de Olympische Spelen van 1896 in Athene. Nielsen heeft een grote rol gespeeld in het huidige moderne handbal, hij kwam in 1906 met de eerste regels voor het spel.

## Olympische Spelen 1896

### Atletiek
In de Atletiek nam Nielsen deel aan het discuswerpen, waar hij een van de negen deelnemers was. Hij eindigde hierin niet bij de top vier.

### Schermen
De belangrijkste sport voor Nielsen was schermen. Als een van de vijf deelnemers werd Nielsen derde op het onderdeel sabel. Nielsen versloeg Adolf Schmal en Georgios Iatridis, maar verloor van Telemachos Karakalos en Ioannis Georgiadis.

### Schietsport
In deze tak van sport nam hij deel aan vier onderdelen, waarbij hij twee medailles behaalde. Hij won zilver op het onderdeel 30 meter vrij pistool, waaraan vijf schutters deelnamen. Hij won brons op het onderdeel 25 meter snelvuur pistool, waaraan vier schutters deelnamen. Op het onderdeel 25 meter militair pistool, met zestien deelnemers, werd hij vijfde. Het onderdeel 200 meter militair geweer beëindigde hij niet.

## Erelijst
| Evenement                   | Sport       | Onderdeel                 | Medaille * |
| --------------------------- | ----------- | ------------------------- | ---------- |
| Olympische Zomerspelen 1896 | Schermen    | Sabel                     | Brons      |
| Olympische Zomerspelen 1896 | Schietsport | 30 meter vrij pistool     | Zilver     |
| Olympische Zomerspelen 1896 | Schietsport | 25 meter snelvuur pistool | Brons      |

* Medailleverdeling naar huidige standaard